# Miejsce przewodniczenia
Miejsce przewodniczenia – w liturgii Kościoła rzymskokatolickiego jedno z trzech głównych miejsc (obok ołtarza i ambony), skąd kapłan zwraca się do wiernych w czasie zgromadzenia liturgicznego (nabożeństwa), w szczególności mszy. W węższym znaczeniu, wyeksponowane miejsce (zwykle fotel lub ozdobne krzesło), gdzie zasiada główny celebrans nabożeństwa. Niewłaściwe wykorzystanie lub całkowity brak miejsca przewodniczenia (rozumianego jako pulpit lub co najmniej stojak z mikrofonem, blisko fotela celebransa) należą do najczęstszych błędów liturgicznych spotykanych w polskich kościołach.
Zgodnie z aktualnie obowiązującą wersją Ogólnego wprowadzenia do Mszału Rzymskiego, rozpoczynający mszę celebrans, po oddaniu ukłonu ołtarzowi i ucałowaniu go, powinien przejść do miejsca przewodniczenia i stamtąd odprawić wszystkie pozostałe obrzędy wstępne, w tym kolektę. W praktyce w wielu kościołach czyni się to z ambony, gdy tymczasem zgodnie z obowiązującymi przepisami liturgicznymi, ambona służy wyłącznie do sprawowania części Liturgii Słowa i nie powinna być wykorzystywana w czasie innych części mszy. Jeszcze poważniejszym błędem jest sprawowanie obrzędów wstępnych z ołtarza, który zastrzeżony jest wyłącznie na użytek Liturgii Eucharystycznej.
Jeśli w czasie Liturgii Słowa pierwsze (i ewentualnie drugie) czytanie odczytuje lektor lub diakon, celebrans powinien w tym czasie siedzieć na miejscu przewodniczenia. To samo dotyczy czasu, gdy wykonywany jest psalm responsoryjny. W takiej sytuacji celebrans przechodzi do ambony w czasie ostatniej aklamacji. Jeśli celebrans sam odczytuje co najmniej jedno z czytań lub śpiewa psalm responsoryjny, powinien przejść do ambony tuż przed najwcześniejszą z tych czynności i wykonać je stamtąd. W sytuacji, gdy do czytania Ewangelii i/lub głoszenia homilii wyznaczony został diakon lub koncelebrans, główny celebrans pozostaje w tym czasie na miejscu przewodniczenia, przyjmując taką samą postawę jak wierni (siedzącą lub stojącą, stosownie do danej części mszy). Na miejscu przewodniczenia następuje również nałożenie kadzidła do trybularza przed Ewangelią, oraz błogosławieństwo diakona, jeżeli ten będzie odczytywał Ewangelię.
Jeżeli głównym celebransem jest biskup, w czasie odczytywania Ewangelii pozostaje on na miejscu przewodniczenia, a następnie, pozostając w tym miejscu całuje przyniesiony mu przez diakona ewangeliarz. Może również udzielić błogosławieństwa ewangeliarzem. Biskup może również wygłosić homilię z miejsca przewodniczenia, zwłaszcza jeżeli miejsce to pełni rolę katedry.
W innych wypadkach po odczytaniu Ewangelii i ewentualnie wygłoszeniu homilii (co bezwarunkowo czyni się z ambony), o ile czynił to sam, celebrans powraca na miejsce przewodniczenia, gdzie pozostaje w czasie odmawiania credo, a następnie przewodniczy stamtąd modlitwie powszechnej.  Później celebrans przechodzi do ołtarza, skąd przewodniczy Liturgii Eucharystycznej. Kapłan wraca na miejsce przewodniczenia po zakończeniu puryfikacji. Po krótkiej cichej modlitwie, celebrans wypowiada z miejsca przewodniczenia modlitwę po Komunii, a następnie stamtąd udziela błogosławieństwa i dokonuje rozesłania. Jeżeli czytane są ogłoszenia duszpasterskie, również należy to robić z miejsca przewodniczenia, chyba że czyta je ktoś inny niż celebrans (np. proboszcz, jeśli celebransem kończącej się mszy był wikariusz, rezydent lub gość danej parafii).